# Nyctemera kapaurensis
Nyctemera kapaurensis är en fjärilsart som beskrevs av Swinhoe 1903. Nyctemera kapaurensis ingår i släktet Nyctemera och familjen björnspinnare. Inga underarter finns listade i Catalogue of Life.